# Georg Pfeffer
Georg Pfeffer (ur. 17 stycznia 1943 w Berlinie, zm. 20 maja 2020) – niemiecki antropolog. Urodził się w 1943 r. w Berlinie z ojca niemieckiego socjologa i matki Brytyjki, uczęszczał do szkoły w Hamburgu. W 1959 r. przeprowadził się z rodziną do Lahore, gdzie przez 3 lata studiował w Forman Christian College. Później przeniósł się z powrotem do Niemiec i studiował na Uniwersytet we Fryburgu, gdzie również ukończył studia doktoranckie.
Przez rok był wykładowcą, a przez prawie 6 lat profesorem etnologii na Uniwersytet w Heidelbergu. Od 1985 wykładał na Wolnym Uniwersytecie w Berlinie i pracował jako profesor w tamtejszym Instytucie Etnologii przez prawie 23 lata, aż do przejścia na emeryturę w 2008 roku. Prowadził badania terenowe wśród Adivasis centralnych regionów Indii oraz we wschodnim stanie Odisha. Prowadził również badania terenowe w Pakistanie. Był współzałożycielem Europejskiego Stowarzyszenia Antropologów Społecznych i pracował na różnych stanowiskach redakcyjnych w kilku czasopismach antropologicznych. Zmarł w wieku 77 lat po ciężkiej chorobie.

## Wczesne życie i rodzina
Georg Pfeffer urodził się 17 stycznia 1943 roku w Berlinie w Niemczech jako syn Karla Heinza Pfeffera i Margaret Wainman Kirby. Jego ojciec był socjologiem. Jego matka była Brytyjką. Musiał opuścić swoje rodzinne miasto z powodu bombardowań pod koniec drugiej wojny światowej. We wczesnym dzieciństwie mieszkał w wiosce w Hesji, gdzie miał kontakt z uchodźcami i doświadczył „struktur społecznych” niemieckich obszarów wiejskich. W 1949 roku rodzina Pfefferów przeniosła się do Hamburga, gdzie ukończył szkołę.

## Edukacja
Kiedy Georg Pfeffer miał 16 lat, rodzina Pfefferów przeniosła się do Lahore w Pakistanie. W latach 1959–1962 studiował w Forman Christian College. W tym czasie poznał również kulturę, społeczeństwo i język Pakistanu. Później powrócił do Niemiec. W 1966 r. zaczął studiować historię religii, socjologię i etnologię na Uniwersytecie we Fryburgu. Jego nauczycielami na uniwersytecie byli między innymi Rolf Herzog i Heinrich Popitz. W 1970 r. ukończył doktorat na uniwersytecie. W ramach doktoratu przedstawił monografiaic dysertację zatytułowaną Pariagruppen des Pandschab (Pariah Groups of Punjab).

## Kariera akademicka i badania naukowe
Tematyka badań Pfeffera obejmowała badanie relacji władzy, antropologię pokrewieństwa i antropologia religii. Prowadził badania terenowe w Indiach i Pakistanie od 1968 r. Badał rdzenne grupy społeczne i system kastowy Indii i Pakistanu. W późniejszej połowie lat 60. przeprowadził swoje pierwsze etnograficzne badania terenowe, a przedmiotem badań byli „niedotykalni zamiatacze” z Lahore.
W 1971 r. dołączył do Instytutu Azji Południowej Uniwersytetu w Heidelbergu jako asystent. W latach 70. przeprowadził również drugie w swojej karierze badanie terenowe dotyczące roli braminów wedyjskich w Świątynia Jagannatha w Puri w Odisha w Indiach. W Odisha prowadził badania terenowe wyłącznie na początku. Później prowadził tam badania z grupą naukowców z Indii i Niemiec. Przez kilkadziesiąt lat niemal co roku przebywał wśród mieszkańców Odishy.
Na Uniwersytecie w Heidelbergu przedstawił także monograficzną rozprawę zatytułowaną Puris Sasana-Dörfer, Basis einer Regionalen Elite (Puris Sasana Villages, Basis of Regional Elite) do swojej habilitacji w 1976 roku, i pracował jako wykładowca na uniwersytecie w 1978 roku. W latach 1979–1985 pracował jako profesor etnologii na Uniwersytecie w Heidelbergu. Od 1985 r. do przejścia na emeryturę w 2008 r. pracował jako profesor w Instytucie Antropologii Społecznej i Kulturowej Wolnego Uniwersytetu w Berlinie, a także nadzorował studia azjatyckie w instytucie. Od lat 80. XX wieku ludność Adivasi w środkowych Indiach była głównym celem jego badań terenowych, w szczególności badania ich pokrewieństwa, rytuałów i religii. W latach 1984–1988 był współredaktorem czasopisma „South Asian Social Scientist” .
W 1989 r. był współzałożycielem Europejskiego Stowarzyszenia Antropologów Społecznych.
Od 1990 r. był członkiem redakcji czasopisma Zeitschrift für Ethnologie, gdzie zajmował się tematyką Azji Południowej i klasyfikacji symbolicznej. W latach 1993–1995 wraz z Bernhard Hänsel pełnił funkcję współredaktora publikacji Berliner Gesellschaft für Anthropologie, Ethnologie und Urgeschichte. W latach 1996–2006 kierował finansowanym przez Deutsche Forschungsgemeinschaft projektem Schwerpunktprogramm. Orissa w Instytucie Etnologii Wolnego Uniwersytetu w Berlinie, w ramach którego zrealizowano szereg długoterminowych projektów badawczych w tym stanie. Był także współpracownikiem Centrum Badań nad Religią i Kulturą w Azji na Uniwersytecie w Groningen w ramach dwóch projektów badawczych – „Religia, kultura i społeczeństwo indyjskich »plemion«” oraz „Społeczności, historia i teoria antropologii Indii”.
Peter Berger zauważył, że Pfeffer porównał „światopoglądy i struktury społeczne” autochtonicznych ludów amerykańskich, australijskich i środkowoindyjskich. Według Bergera, „najważniejszy wkład Pfeffera leży w jego porównawczym przedsięwzięciu, ponieważ opracował on ogólne wzorce struktury społecznej i ideologii, które są wspólne dla różnych rdzennych ludów Indian Środkowych, a jednocześnie stanowią różne charakterystyczne subkompleksy kulturowe”.
W latach 1993–1995 Pfeffer był przewodniczącym Berlińskiego Towarzystwa Antropologii, Etnologii i Prehistorii.

## Inne zainteresowania
Pfeffer interesował się również literaturą, sztuką, muzyką, sportem i bieżącymi wydarzeniami politycznymi.

## Śmierć
Pfeffer zmarł 20 maja 2020 roku w wieku 77 lat z powodu ciężkiej choroby.

## Prace
Pfeffer napisał 4 monografie, 93 artykuły naukowe, 22 recenzje, 12 artykułów seryjnych i 13 innych.

## Publikacje
- Lewis Henry Morgan’s Comparisons. Reassessing Terminology, Anarchy and Worldview in Indigenous Societies of America, Australia and Highland Middle India. Berghahn, New York 2019. ISBN 978-1-78920-317-2 hardback; ISBN 978-1-78920-318-9 (E-Book)
- Verwandtschaft als Verfassung. Unbürokratische Muster öffentlicher Ordnung. Nomos, Baden-Baden 2016, ISBN 978-3-8487-2421-5 (Print), ISBN 978-3-8452-6580-3 (ePDF).
- Status and affinity in Middle India. Steiner, Wiesbaden 1982, ISBN 3-515-03913-9. (Beiträge zur Südostasienforschung; 76)
- Pariagruppen des Pandschab. Renner, München 1970. (zugl. Dissertation, Universität Freiburg/B. 1970)
- Hunters, Tribes, Peasants. Cultural Crisis and Comparison. NISWASS-CEDEC Press, Bhubaneswar 2003. (The Dr. Ambedkar Memorial Lecture Series)
- Puri’s Vedic Brahmins Continuity and Change in their Traditional Institutions. In: Anncharlott Eschmann, Hermann Kulke, Gaya C. Tripathi (Hrsg.): The Cult of Jagannatha and the Regional Tradition of Orissa. Manohar Publ., New Delhi 1978, S. 421–437.